# Hermes Kokkola
Le Hermes Kokkola (Kokkolan Hermes) est un club de hockey sur glace de Kokkola en Finlande. Il évolue en Suomi-sarja, le troisième échelon finlandais.

## Historique
Le club est créé en 1953.

## Palmarès
- Vainqueur de la Mestis: 1959, 1966.